# Австрия на летних Олимпийских играх 1912
Спортсмены из австрийской части Австро-Венгрии на летних Олимпийских играх 1912 смогли завоевать две серебряные и две бронзовые медали

## Медалисты
| Медаль  | Спортсмен | Вид спорта | Дисциплина                               |
| ------- | --- | ---------- | ---------------------------------------- |
| Серебро | Рихард Вердербер Отто Хершман Рудольф Цветко Фридрих Голлинг Андреас Зуттнер Альберт Боген Райнхольд Трамплер | Фехтование | Мужчины, сабля, командное первенство     |
| Серебро | Феликс Пипес Артур Зборжил                                                                                    | Теннис     | Мужчины, парный разряд                   |
| Бронза  | Рихард Вердербер                                                                                              | Фехтование | Мужчины, рапира, личное первенство       |
| Бронза  | Маргарет Адлер Клара Мильх Йозефина Штикер Берта Цахоурек                                                     | Плавание   | Женщины, эстафета 4×100 м вольным стилем |

## Результаты соревнований

### Академическая гребля
Олимпийские соревнования по академической гребле проходили с 17 по 19 июля в центре Стокгольма в заливе Юргоргдсбруннсвикен. В каждом заезде стартовали две лодки. Победитель заезда проходил в следующий раунд, а проигравшие завершали борьбу за медали. Экипажи, уступавшие в полуфинале, становились обладателями бронзовых наград.
Мужчины
| Соревнование | Спортсмены      | Первый раунд             | Четвертьфинал        | Полуфинал            | Финал                | Место                |
| Соревнование | Спортсмены      | Соперник / Результат     | Соперник / Результат | Соперник / Результат | Соперник / Результат | Место                |
| ------------ | --------------- | ------------------------ | -------------------- | -------------------- | -------------------- | -------------------- |
| одиночки     | Альфред Хайнрих | RUSМ. Куузик П две длины | завершил выступление | завершил выступление | завершил выступление | завершил выступление |